# Фертман, Роман Иосифович
Роман Иосифович Фертман (11 мая 1912, Берди́чев, Киевская губерния — 14 февраля 1982, Москва) — советский актёр театра и кино.

## Биография
Эпизодический актёр. Театральный критик Анатолий Смелянский охарактеризовал Романа Фертмана как артиста двух-трёх реплик. Известен ролями в Московском Художественном академическом театре имени М. Горького, где играл с 1936 по 1941 год и с 1946 по 1980 год. Некоторое время являлся заведующим труппы театра.
В годы Великой Отечественной войны — актёр Театра Балтийского флота. Был на фронте, участвовал в обороне Ленинграда. Актёр киностудий «Мосфильм» и «Ленфильм» в 1960—1970-е годы.
Скончался 14 февраля 1982 года. Урна с прахом захоронена в колумбарии Донского кладбища.

## Театральные работы

### Московский художественный академический театр
- Шестое июля (по Михаилу Шатрову) — Мюллер

## Фильмография
- 1962 — Седьмой спутник (телесериал) — эпизод
- 1963 — Верните плату за обучение (телесериал[5])
- 1963 — Теперь пусть уходит — Маркус Коннор
- 1965 — Учитель словесности — Маркус Коннор
- 1966 — Гравюра на дереве — эпизод
- 1966 — Тени старого замка (телесериал)[6] — пастор Виллем Карм
- 1968 — Скучная история. Из записок старого человека (телесериал)[7]
- 1970 — Боян Чонос — эпизод
- 1971 — Коммунары (телесериал)[8] — Сновицкий
- 1972 — Записки Пиквикского клуба — судебный пристав
- 1973 — 1973 — Много шума из ничего — брат Франциско
- 1975 — Бегство мистера Мак-Кинли — господин в Сенате(нет в титрах)
- 1976 — Мария Стюарт — шериф графства
- 1976 — Ну, публика! — пассажир(нет в титрах)
- 1976 — Сибирь — жандарм
- 1977 — Блокада — генерал Ферч
- 1977 — Вызов — колхозник(нет в титрах)
- 1977 — Как Иванушка-дурачок за чудом ходил (фильм)
- 1978 — Голубка[9] — Рувим Моисеевич Елинсон
- 1979 — Мёртвые души — лакей(нет в титрах)
- 1980 — Белый снег России — эпизод
- 1980 — Этот фантастический мир. Выпуск 4 — судья
- 1981 — Следствие ведут знатоки. Из жизни фруктов —член городского комитета народного контроля
- 1982 — Этот фантастический мир. Выпуск 6